# Super Smash Bros. Melee
Super Smash Bros. Melee, chamado no Japão de Super Smash Bros. DX (大乱闘スマッシュブラザーズDX, Dai Rantō Sumasshu Burazāzu Derakkusu), é um jogo eletrônico de luta crossover desenvolvido pela HAL Laboratory e publicado pela Nintendo. É o segundo jogo da série Super Smash Bros. e foi lançado exclusivamente para Nintendo GameCube em 21 de novembro de 2001 no Japão, 3 de dezembro de 2001 na América do Norte e 24 de maio de 2002 na Europa. O jogo é centrado nas batalhas entre os personagens das franquias de jogos eletrônicos da Nintendo como Mario, The Legend of Zelda ou Pokémon.
Melee inclui todos os personagens do primeiro jogo, mas também adiciona personagens de outras franquias, como Fire Emblem, dos quais nenhum jogo havia sido lançado fora do Japão na época. A jogabilidade de Melee oferece uma abordagem não ortodoxa para o gênero dos jogos de luta, com um contador que mede o dano com porcentagens crescentes, representando o knockback que o personagem terá, em vez de uma barra de pontos de vida que diminui, vista na maioria dos jogos de luta. Após a popularidade de sua jogabilidade multijogador, o Melee foi apresentado em muitos torneios competitivos e é um dos jogos de luta competitivos mais populares.
Super Smash Bros. Melee recebeu elogios da crítica, além de vários prêmios e reconhecimentos de várias publicações, inclusive, sendo considerado um dos melhores jogos já feitos. Conseguiu fortes vendas após o seu lançamento, tornando-se o título mais vendido do GameCube, com mais de sete milhões de cópias vendidas em 2008. Super Smash Bros. Melee foi seguido por Super Smash Bros. Brawl para o Wii no mesmo ano.

## Jogabilidade
Assim como no primeiro jogo, Super Smash Bros. Melee tem uma estrutura diferente comparada aos jogos tradicionais de luta: o objetivo é lançar os oponentes para fora dos limites do estágio. Os ataques realizados dão danos de valores diferentes. Caso o dano desse ataque seja suficiente, ele dará um knockback no oponente. A vida de cada personagem é medida usando uma porcentagem, que representa o dano que o oponente recebeu. Quanto maior a porcentagem, maior é o knockback recebido pelo oponente, sendo mais fácil derrubá-lo do estágio, eventualmente resultando na morte dele. Ao contrário da maioria dos jogos de luta, onde os ataques são baseados em combinações de múltiplos botões, a maioria dos ataques em Super Smash Bros. Melee podem ser realizados apenas com um botão e/ou uma movimentação no analógico.
Durante as batalhas, itens relacionados com as franquias da Nintendo cairão no estágio. Podem ter várias funções, como dar dano ou recuperar a vida de um personagem. Adicionalmente, a maioria dos estágios são relacionados com as franquias da Nintendo também, e são interativos. Apesar deles serem renderizados em três dimensões, apenas movimentos em duas dimensões são permitidos. Também é possível coletar "troféus" (chamado de "Figuras" em japonês) de vários personagens e objetos relacionados com a Nintendo ao longo do jogo.

### Modos de jogador
O jogo oferece tanto modos em um jogador como também modos em multijogador. Os modos aplicáveis variam do "Classic Mode", que envolve o jogador lutando contra vários oponentes e um personagem chefe, até o "Home Run Contest", um minijogo que envolve o jogador tentando lançar um saco de areia o mais longe possível com um bastão de beisebol. Alguns modos são personalizados para personagens específicos; por exemplo, o "Target Test" estabelece uma área especializada para cada personagem, na qual é necessário destruir dez alvos no menor tempo possível.
Nos modos multijogador, até quatro jogadores ou robôs (CPUs) podem lutar no modo mata-mata ou em equipes separadas. Os robôs são divididos em nove níveis de dificuldade; quanto maior o nível, mais difícil é para derrotá-lo. As opções são bem customizáveis, podendo ser escolhido até os tipos e/ou número de itens que podem aparecer na batalha.

### Personagens
Super Smash Bros. Melee contém vinte e cinco personagens (ou vinte e seis, se considerar Zelda e Sheik como personagens separados). Inicialmente, quatorze personagens são jogáveis. Outros onze personagens podem ser desbloqueados, completando metas especificas. Todos os personagens são derivados de franquias da Nintendo. Alguns personagens representam franquias famosas, mas outros representam franquias menos populares; Marth e Roy representam a série Fire Emblem, que, na época do lançamento, ainda não havia sido lançado fora do Japão. A aparição dos personagens em Super Smash Bros. Melee aumentou a popularidade de Fire Emblem no ocidente. Referências aos universos originais dos personagens aparecem no jogo; em um dos eventos do "Event Mode", Mario precisa derrotar Bowser para salvar a Princesa Peach.

## Desenvolvimento e lançamento

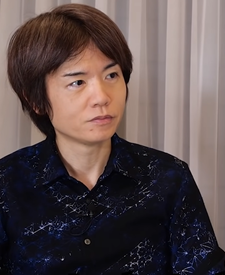
Masahiro Sakurai foi o diretor de Super Smash Bros. Melee

A HAL Laboratory desenvolveu Super Smash Bros. Melee, com Masahiro Sakurai sendo o diretor. O jogo foi um dos primeiros a serem lançados para o GameCube, e marcou o avanço nos gráficos em comparação ao Nintendo 64. Os desenvolvedores queriam homenagear a estreia do console criando uma sequência FMV que atrairia a atenção das pessoas para os gráficos. No site oficial da HAL, os desenvolvedores postaram imagens e informações marcando o avanço na física e nos detalhes do jogo em relação ao antecessor. O jogo ficou em desenvolvimento por 13 meses, e Sakurai disse que seu estilo de vida na época era "destrutivo" sem feriados e com curtos fins de semana. Ao contrário do experimento que foi o primeiro jogo da série, ele sentiu uma grande pressão para entregar um sucessor de qualidade, alegando que foi o "maior projeto que eu já levara até aquele momento". Apesar do doloroso ciclo de desenvolvimento, Sakurai orgulhosamente o chamou de "o jogo mais nítido da série... é muito bom jogá-lo", mesmo em comparação com seu sucessor, Super Smash Bros. Brawl.
No site oficial do jogo, os desenvolvedores explicaram os motivos de tornar personagens específicos jogáveis; também explicaram porque alguns personagens não estavam disponíveis como personagens jogáveis logo após o lançamento. Inicialmente, o time de desenvolvimento queria colocar Lucas no lugar de Ness, por ele ser o personagem principal de Mother 3, mas mantiveram Ness para que o lançamento não fosse adiado. O criador do jogo incluiu Lucas no jogo sucessor, Super Smash Bros. Brawl. Marth e Roy foram inicialmente destinados a serem jogáveis exclusivamente na versão japonesa de Super Smash Bros. Melee. No entanto, eles receberam atenção favorável durante a localização norte-americana do jogo, levando à decisão dos desenvolvedores de incluí-los na versão norte-americana.
Sakurai disse que o time de desenvolvimento havia sugerido personagens de quatro outros jogos para representar a era do Famicom/NES, até decidirem que Ice Climbers seria a escolha certa. Os desenvolvedores perceberam que alguns personagens tem ataques muito parecidos com outros; esses personagens são referidos como "clones" na mídia.
A Nintendo apresentou o jogo na E3 2001 com uma demonstração jogável. A próxima importante exposição ocorreu em agosto de 2001 na Spaceworld, novamente mostrando uma demonstração jogável, mas atualizada em relação à anterior. A Nintendo organizou um torneio no evento, onde um GameCube e uma cópia de Super Smash Bros. Melee eram os prêmios para o vencedor. Antes do lançamento do jogo, o site oficial japonês incluiu atualizações semanais, incluindo imagens e informações de personagens. A revista japonesa Famitsu relatou que a Nintendo exibia propagandas entre as exibições do filme Pokémon 4Ever em cinemas do Japão. Em janeiro de 2003, o jogo começou a fazer parte do Player's Choice, uma marca usada pela Nintendo para promover jogos que tiveram mais de um milhão de cópias vendidas. Em agosto de 2005, a Nintendo criou um bundle que incluía o jogo e um GameCube, por 99,99 dólares.

### Música
Super Smash Bros. Melee contém tanto músicas novas como também músicas rearranjadas de múltiplas franquias da Nintendo. Em 2002, a Enterbrain lançou uma trilha sonora no Japão intitulada Dairantou Smash Brothers DX Orchestra Concert. A mesma trilha foi lançada em 2003 como Smashing... Live! como um bonus ao se inscrever à revista Nintendo Power, na América do Norte, ou ao se inscrever à Official Nintendo Magazine, no Reino Unido. A trilha em si não contém músicas pegas diretamente do jogo, mas sim, vários arranjamentos ao vivo da orquestra New Japan Philharmonic. Parte das músicas do jogo são desbloqueáveis após fazer certas missões. No site oficial japonês do jogo, os desenvolvedores postaram discussões sobre a música do jogo e a atuação de vozes entre Masahiro Sakurai e os compositores do jogo.

## Recepção
Em geral, Super Smash Bros. Melee recebeu elogios dos críticos que, em grande parte, creditaram a expansão da jogabilidade em relação ao primeiro jogo. Focando nas funcionalidades adicionais, a GameSpy comentou que "Melee ganha bem no departamento do 'nós adicionamos várias coisas extras boas'". Críticos compararam o jogo favoravelmente com Super Smash Bros. Fran Mirabella III, da IGN, disse que o jogo estava "em uma liga totalmente diferente comparado à versão do 64"; Miguel Lopez da GameSpot elogiou o jogo por incluir um Classic Mode mais avançado comparado com o antecessor, mas detalhando que o Adventure Mode é "realmente uma experiência hit-or-miss". Apesar das notas mistas em relação aos modos de um jogador, vários críticos disseram que o modo multijogador é um forte componente no jogo. Em sua análise, a GameSpy declarou que "você terá muita dificuldade em encontrar uma experiência multijogador mais agradável em qualquer outro console".
Os visuais de Melee tiveram avaliações positivas. A GameSpot louvou os modelos dos personagens e os fundos dos estágios, declarando que "os modelos de personagens são agradavelmente encorpados e a qualidade de suas texturas é incrível". Fran Mirabella III da IGN elogiou a física, a animação e os gráficos do jogo, embora seu colega Matt Casamassina tenha dito que "alguns dos cenários não têm o brilho visual dos personagens" ao dar uma segunda opinião.
Críticos elogiaram a música orquestrada do jogo; Greg Kasavin da GameSpot comentou: "é brilhante". GameSpy elogiou a música por seu efeito nostálgico, considerando a variedade de séries na qual as músicas foram baseadas. Também elogiaram os controles simples, mas sua "hiper-responsividade", com personagens correndo facilmente e movimentos precisos sendo difíceis de fazer, foi expressa como uma falha séria do jogo pela GameSpot. Com uma crítica mais branda aos controles, Bryn Williams, da GameSpy, comentou que "o movimento e a navegação parecem um pouco sensíveis demais". A base do sistema de jogabilidade de Melee é as batalhas entre os personagens da Nintendo, sugeridas como sendo excessivamente agitadas; a N-Europe questionou se a jogabilidade não era "muito frenética?", mesmo gostando da variedade de modos oferecidos. Similarmente, Clark Nielsen, da Nintendo Spin, disse que "Melee foi rápido demais para o seu próprio bem", e "habilidade era mais sobre apenas ser capaz de entender o que estava acontecendo, e não sobre realmente entrar no combate". Em relação ao ritmo do jogo, o site Edge comentou que ele fez algumas funcionalidades (como a de bloqueio) redundantes, pois o jogador não tem tempo suficiente para reagir aos ataques.
Apesar dos novos recursos adicionados ao jogo, algumas análises criticaram ele pela falta de originalidade e por serem muito similares ao seu antecessor. Caleb Hale da GameCritics notou que, apesar de ser "tão bom quanto seu antecessor do Nintendo 64", "o jogo não se expande muito além desse ponto". Similarmente, a Edge declarou que "não é evolução; é reprodução", em referência à falta de inovação. A natureza nostálgica do jogo recebeu uma reação positiva, bem como os estágios e itens que fazem referência aos jogos anteriores da Nintendo. Jornalistas saudaram a lista de 26 personagens da Nintendo, bem como o sistema de troféus, que a Nintendo Spin rotulou como "um ótimo complemento para este jogo".

### Vendas
Quando lançado no Japão, se tornou o jogo mais rapidamente vendido, com 358,525 cópias vendidas na semana acabada em 25 de novembro de 2001. Esse sucesso continuou, com o jogo vendendo mais de um milhão de unidades apenas dois meses após seu lançamento, tornando-o o primeiro título do GameCube a atingir um milhão de cópias. O jogo também vendeu bem na América do Norte, onde vendeu em torno de 250 mil cópias em nove dias. Nos Estados Unidos, Super Smash Bros. Melee foi o décimo nono jogo mais vendido de 2001 de acordo com a NPD Group. Em julho de 2006, já havia vendido 3,2 milhões de cópias e rendeu 125 milhões de dólares apenas nos Estados Unidos. A revista Next Generation classificou-o como o quinto jogo mais vendido da sexta geração entre janeiro de 2000 e julho de 2006 no país. Aproximadamente 4,06 milhões de cópias foram vendidas no país, em 27 de dezembro de 2007. Com uma proporção de software para hardware de 3:4, alguns atribuíram o aumento das vendas do GameCube perto da data de lançamento ao jogo. Super Smash Bros. Melee é o jogo mais vendido do GameCube, com mais de sete milhões de cópias vendidas mundialmente. Foi estimado que, em um determinado momento, 70% de todos os proprietários de GameCube possuíam também o Melee.

### Prêmios
Várias publicações reconheceram "Super Smash Bros. Melee" em concursos e prêmios. A GameSpy escolheu o jogo como o melhor jogo de luta para o GameCube, em sua lista de melhores jogos de 2001. A IGN o escolheu como o Jogo do Ano, a Electronic Gaming Monthly escolheu-o como melhor jogo multijogador e melhor jogo de GameCube, e a GameSpot o escolheu como o melhor jogo de GameCube e o décimo melhor jogo do ano.
Na edição número 200 da Electronic Gaming Monthly, os editores escolheram Melee como o nonagésimo segundo jogo mais influenciador em sua lista dos 200 melhores jogos de seu tempo, definindo Melee como "bilhões de coisas para desbloquear, além de Yoshi atacando Pikachu com um bastão". A Nintendo Power nomeou Super Smash Bros. Melee como o décimo sexto melhor jogo a aparecer em um console da Nintendo, e o escolheu como o Jogo do Ano de 2001. IGN nomeou-o como o terceiro melhor jogo do GameCube de todos os tempos em 2007, dizendo que o jogo é "o grande palco dos lutadores, assim como Mario Kart é para os fãs de corrida. GameSpy o colocou na posição quatro em uma lista similar, citando que ele tem "melhores gráficos, melhor música, mais personagens, mais modos de jogo, mais segredos para descobrir" em relação ao anterior. O jogo foi colocado na posição 58 na lista dos 100 melhores jogos da Nintendo da Official Nintendo Magazine. Em 2019, a Game Informer classificou-o como o segundo melhor jogo de luta de todos os tempos.

## Competição profissional

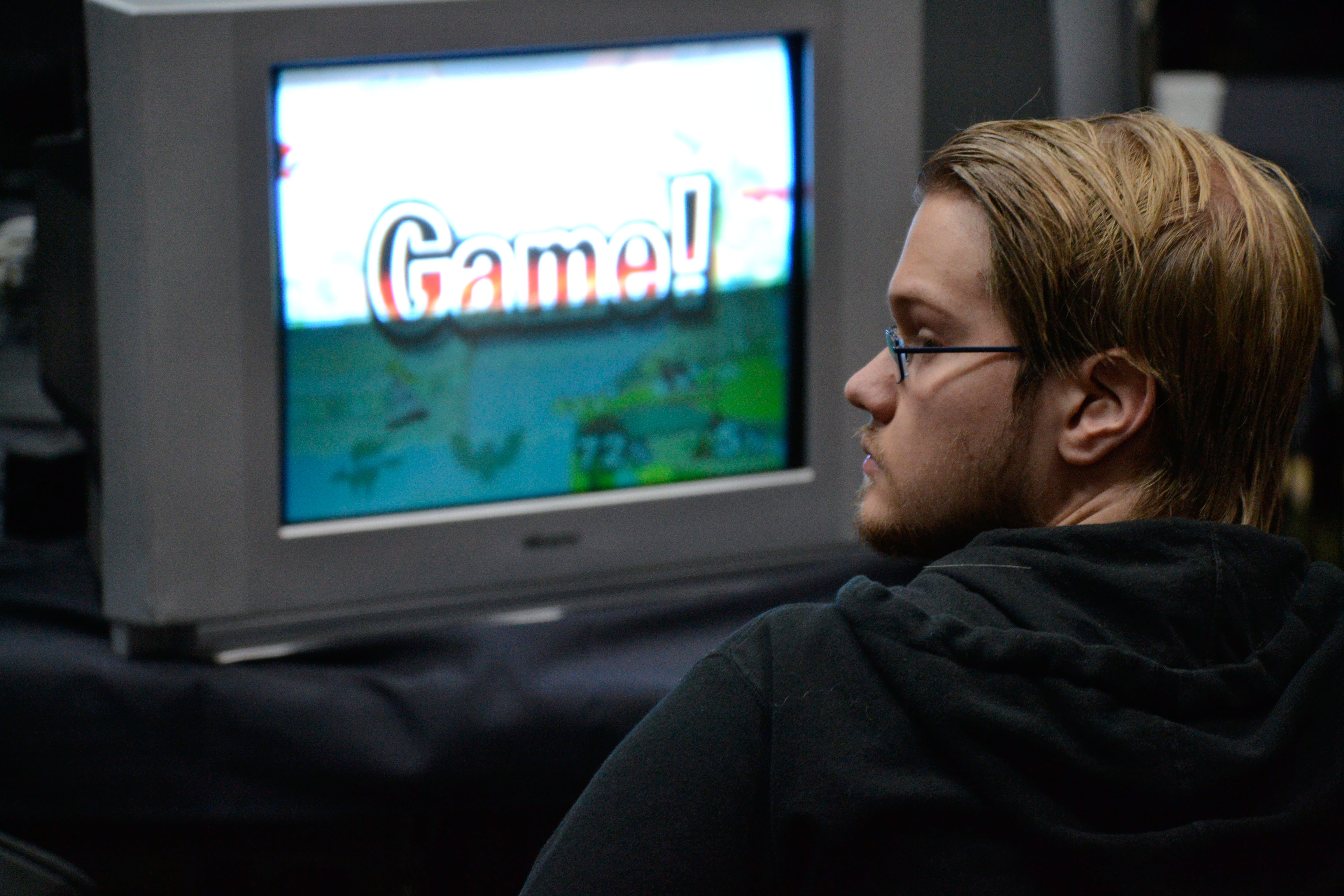
O jogador Armada já ganhou mais de 300 mil dólares no total em sua carreira de jogador de Melee

Super Smash Bros. Melee é um jogo considerado largamente competitivo que já fez parte de múltiplos torneios. Muitos consideram o jogo o mais viável da série, do ponto de vista competitivo. De 2004 a 2007, a Major League Gaming patrocinou Melee em seu Pro Circuit. Apesar de remover Melee em 2007, a MLG ainda patrocinou vários torneios como parte da Underground Smash Series. Melee também foi incluído na Evolution Championship Series (EVO) em 2007, um torneio de jogos de luta realizado em Las Vegas e foi realizado na EVO 2013 após uma votação de caridade para decidir o jogo final a ser apresentado em sua programação de torneios.
Ken Hoang, conhecido como o "Rei do Smash" e considerado o melhor jogador de 2003 a 2006, já ganhou mais de cinquenta mil dólares em torneios Smash. Em agosto de 2018, foi calculado que o jogador Armada ganhou mais de 300 mil dólares no total em torneios de Smash e mais de noventa mil dólares apenas em 2017, sendo considerado uma das pessoas que mais ganharam na cena competitiva do Melee.
A comunidade foi mostrada em um documentário crowd-funded de 2013, chamado The Smash Brothers. O filme relata a história dos jogadores Hoang, Azen, Mew2King, Isai, PC Chris, KoreanDJ e do ganhador da EVO 2013 e 2014 Mang0.

## Sucessores
Em um comunicado de imprensa pouco antes da E3 2005, a Nintendo anunciou o sucessor de Melee: Super Smash Bros. Brawl. O presidente da Nintendo na época, Satoru Iwata, pediu para que Masahiro Sakurai fosse o diretor do jogo. Apesar de ter uma jogabilidade relativamente mais lenta que a do Melee, o jogo retém a maior parte da jogabilidade antecessores e ainda conseguindo adicionar novos elementos importantes, como um modo de um jogador mais substancial e a utilização do Nintendo Wi-Fi Connection. O jogo permite o uso do Wii Remote, do Nunchuk, do controle do Gamecube, e do Classic Controller. Assim como Melee, o jogo referencia outras franquias e universos. Há estágios e músicas de Melee que estão presentes em Brawl. O quarto jogo da série, que é dividido em duas plataformas, Super Smash Bros. for Nintendo 3DS e Wii U, foram lançados em 2014 para o Nintendo 3DS e o Wii U respectivamente. O quinto jogo, Super Smash Bros. Ultimate  foi lançado em dezembro de 2018 para o Nintendo Switch.